# Restless Heart
 Ovo je glavno značenje pojma Restless Heart. Za druga značenja pogledajte Restless Heart (razdvojba).
Restless Heart je američki country sastav, osnovan 1984. u Nashvilleu. Članovi sastava su John Dittrich (bubnjevi, prateći vokali), Paul Gregg (bas-gitara, prateći vokali), Dave Innis (klavir, klavijature, ritam gitara, prateći vokali), Greg Jennings (električna gitara, prateći vokali) i Larry Stewart (vokal). Stewart je 1984. na mjestu pjevača zamijenio Verlona Thompsona, neposredno prije nego što je sastav potpisao ugovor s izdavačkom kućom RCA Records.
Restless Heart je tijekom 1980-ih i 1990-ih bio jedan od najpopularnijih crossover sastava, uspješan na pop, country i adult contemporary ljestvicama. Sastav su 1993. napustili Stewart i Innis te se 1996. raspao. Kratko su se okupili 1998. radi promoviranja Greatest Hits albuma, a ponovno počinju s djelovanjem 2002. Godine 2004. snimili su svoj posljednji studijski album, Still Restless.
Ukupno su Restless Heart izdali sedam studijskih albuma, dvije kompilacije te album uživo (dostupan samo kao download s njihove službene stranice). Većina njihovih albuma je dosegla zlatnu nakladu, a 26 je singlova bilo na Billboardovoj country ljestvici, od toga 6 na prvom mjestu. Njihov najveći crossover hit bio je "When She Cries" iz 1992.

## Vanjske poveznice
- Službena stranica  Arhivirana inačica izvorne stranice od 1. ožujka 2009. (Wayback Machine)